# بني حمليل (سيدي بوبكر)
بني حمليل هي إحدى قبائل  المملكة المغربية، تتبع جغرافيا لإقليم جرادة وإداريًا لسيدي بوبكر. يقدر عدد سكانها بـ 865 نسمة حسب الإحصاء الرسمي للسكان والسكنى لسنة 2004.